# Пам'ятники Макіївки
Стаття Пам'ятники Макіївки присвячена міській скульптурі у великому місті на Донбасі Макіївці (Донецька область).
Перелік пам'ятників:

Пам'ятник Кірову

- Пам'ятник міністру оборони Росії маршала Ігоря Сергєєва [2]. Відкрито 22 квітня 2008 року.
- Пам'ятник Володимиру Грібініченко [3]. Відкритий 16 липня 1972 року. Скульптор — Сергій Олексійович Гонтар.
- Пам'ятник воїнам, загиблим в роки Великої Вітчизняної війни [4]
- Меморіал подвигу шахтарів Макіївки [5]. Скульптор — Віктор Федорович Піскун.
- Пам'ятник воїнам інтернаціоналістам загиблим в Афганістані в 1979—1989 [6]. Відкритий в серпні 2001 року. Скульптор Віктор Федорович Піскун
- Пам'ятник Є. Славському
- «Вічний вогонь» у центральному сквері Слави [7]
- Пам'ятник військовополоненим [8]
- Пам'ятник Григорію Капустіну. Відкритий в 1983 році. Автори — скульптор Ю. Седаль, архітектор В. Тішкін.
- Артилерійська гармата ЗІС-3 на честь воїнів п'ятьдесят четвертий гвардійської стрілецької дивізії. Автор — Іванов А. І.
- «Жертвам фашизму»
- Танк СУ-100
- Танк ІС-3.
- Пам'ятник В. І. Леніну. Відкритий в 1970 році. Автор — А. Лукін, скульптор — А. Полонік.
- Пам'ятник солдату
- пам'ятник дітям — підневільним донорам
- Пам'ятник-братня могила семи невідомим солдатам